# أكوا يونايتد
أكوا يونايتد هو نادٍ نيجيري لكرة القدم مقره في أويو، تأسس عام 1996. يلعب في الدوري النيجيري للمحترفين. الملعب الرسمي للفريق هو ملعب جودسويل أكبابيو الدولي. في موسم 2020-21، فاز بأول لقب له في الدوري النيجيري.